# Evergestis subfuscalis
Evergestis subfuscalis ist ein Schmetterling aus der Familie der Crambiden (Crambidae).

## Merkmale
Die Falter erreichen eine Flügelspannweite von 28 bis 31 Millimeter. Kopf, Thorax und Abdomen sind fahl kaffeebraun. Die Tegulae sind etwas grauer. Die Vorderflügel sind etwas gestreckter als bei Evergestis aenealis und der Flügelaußenrand ist leicht konkav. Die Vorderflügel haben eine sehr fahle hellbraune Färbung, sie glänzen und sind mit blassen, tief eingebuchteten und gezähnten inneren und äußeren Querlinien gezeichnet. Das Saumband ist fahl, blass und gezähnt. Das Saumfeld ist etwas dunkler. Die beiden Diskalflecke sind undeutlich. Die Hinterflügel sind zeichnungslos und die Fransenschuppen sind gleichmäßig gefärbt. Die Flügelunterseiten sind weißer und die Diskalflecke auf den Vorderflügelunterseiten sind etwas deutlicher. An der Basis der Fransenschuppen verläuft eine dünne Saumlinie.
Die in Syrien vorkommende Unterart Evergestis subfuscalis pallidalis hat eine hellere Grundfärbung. Die Vorderflügel sind hell schmutzig gelbgrau und die Hinterflügel sind durchscheinend gelblich grauweiß. Querlinien sind normalerweise nicht vorhanden.
Bei den Männchen verjüngt sich der Uncus nur wenig. Er besitzt eine stumpfe Spitze und ist spärlich behaart. Der Gnathos ist schwach gezahnt. Die Valven sind ziemlich kurz, parallelwandig und haben eine rundliche Spitze. Das Klammerorgan (Clasper) fehlt. Auf den distalen Teil des Phallus befindet sich in der Nähe der Basis eine schräg verlaufende Reihe kräftiger Cornuti.
Bei den Weibchen ist das Corpus bursae unregelmäßig eiförmig und breiter als lang. Die Signa sind eiförmig und befinden sich unter der breiten Basis des Ductus bursae. Letzterer verjüngt sich leicht, unterhalb des Colliculums verengt er sich abrupt. Das Antrum ist trichterförmig und leicht geriffelt.

## Ähnliche Arten
Die Unterscheidung zwischen Evergestis subfuscalis und den ähnlichen Arten Evergestis mundalis und Evergestis aenealis wird in den jeweiligen Artartikeln beschrieben. Eine weitere ähnliche Art ist Evergestis flavifuscalis Rebel, 1903, die in Armenien und im Taurusgebirge beheimatet ist. Bei dieser ist die Grundfärbung stark bräunlich durchmischt, die Querlinien verlaufen schräger und das Saumfeld ist schmaler. Das letzte Segment der Labialpalpen ist deutlich länger und stumpfer.

## Verbreitung
Die Nominatform Evergestis subfuscalis subfuscalis ist in Bulgarien, dem ehemaligen Jugoslawien und in Griechenland verbreitet. In Syrien ist die Unterart E. s. pallidalis beheimatet.

## Biologie
Die Präimaginalstadien sind unbekannt. Die Art bildet vermutlich zwei Generationen, die Falter fliegen im Sommer.

## Systematik
Aus der Literatur ist das folgende Synonym bekannt:
- Botys (Orobena) subfuscalis Staudinger, 1870

Es sind folgende Unterarten bekannt:
- Evergestis subfuscalis subfuscalis (Staudinger, 1870)
- Evergestis subfuscalis pallidalis Zerny, 1934

Leraut betrachtet E. subfuscalis als Unterart von Evergestis mundalis.

## Belege
1. 1 2 3 4 5 6 7 8 9  Barry Goater, Matthias Nuss, Wolfgang Speidel: Pyraloidea I (Crambidae, Acentropinae, Evergestinae, Heliothelinae, Schoenobiinae, Scopariinae). In: P. Huemer, O. Karsholt, L. Lyneborg (Hrsg.): Microlepidoptera of Europe. 1. Auflage. Band 4. Apollo Books, Stenstrup 2005, ISBN 87-88757-33-1, S. 95 (englisch).
2. ↑  Zerny, Hans (1934): Lepidopteren aus dem nördlichen Libanon. Mit Beiträgen von Dr. A. Corti, (Zürich), F. Daniel (München), L. Schwingenschuss (Wien) und Dr. E. Wehrli (Basel). (Schluß). Deutsche Entomologische Zeitschrift "Iris" 48(1): S. 1–28
3. ↑  Staudinger, Otto (1871): Beitrag zur Lepidopterenfauna Griechenlands. Horae societatis entomologicae rossicae 7: S. 3–304
4. ↑  Global Information System on Pyraloidea (GlobIZ). Abgerufen am 26. Oktober 2013.
5. ↑  Evergestis subfuscalis bei Fauna Europaea. Abgerufen am 26. Oktober 2013
6. ↑  Patrice Leraut: Zygaenids, Pyralids 1. In: Moths of Europe. 1. Auflage. Volume III. NAP Editions, 2012, ISBN 978-2-913688-15-5, S. 191 (englisch).